# Salve (saluto)
La parola salve (AFI: [ˈsalve]) è una formula di saluto proveniente direttamente dal latino, utilizzata dunque già in epoca romana, e riaffermatasi durante tutta la storia dello sviluppo dell'italiano. Il contesto di applicazione di questa espressione è questione di dibattimento : viene perlopiù considerato un'alternativa più formale ad un semplice ciao, ma più rilassato di altre espressioni (ad esempio il buongiorno), risultando quindi di elevata versatilità, ma al contempo, proprio per la sua ambivalenza, può essere percepito come maleducato, soprattutto quando un registro più formale sarebbe indicato secondo l'interlocutore che riceve il saluto.

## Etimologia
È letteralmente la forma dell'imperativo del verbo latino salvēre 'essere in buona salute' ed è quindi un'espressione augurale, 'salute a te'. In latino era spesso associata a vale 'addio' nella formula di commiato vale atque salve 'addio e stai bene', che è stato riportato in italiano rinascimentale come due distinte formule: salve come saluto d'incontro e vale come saluto di commiato.
Se harò fidato, vi manderò Ecatomphile et altro. Vale ex Roma xviii Novembris»
(Leon Battista Alberti, Lettera a Matteo de' Pasti, 1454)
Come altre espressioni simili, ha perso il suo significato etimologico in favore di un'accezione di solo saluto (i.e. non viene più inteso come augurio di salute, ma solo come formula di incontro).

## Utilizzi
Comunemente, è possibile trovare salve in contesti disparati, ma risulta particolarmente efficace nel salutare estranei poiché permette di mantenere un livello di formalità medio, senza esagerare nell'uno e nell'altro verso. È utilizzato per lo più come formula di apertura, ma sempre più spesso è possibile trovarlo come saluto di congedo.
È spesso trovato come salve a tutti, espressione che enfatizza ancora la sua generalità nel rivolgersi ad una moltitudine di persone, magari con rapporti di potere e conoscenza diversi fra loro, nei confronti dell'interlocutore.
Salve è anche la formula utilizzata in apertura di alcune preghiere della liturgia cristiana, prima fra tutte il Salve Regina.